# 2973 Paola
2973 Paola (1951 AJ) là một tiểu hành tinh vành đai chính được phát hiện ngày 10 tháng 1 năm 1951 bởi S. Arend ở Uccle.